# Mogrus
Mogrus is een geslacht van spinnen uit de familie springspinnen (Salticidae).

## Soorten
De volgende soorten zijn bij het geslacht ingedeeld:
- Mogrus albogularis Simon, 1901
- Mogrus antoninus Andreeva, 1976
- Mogrus bonneti (Audouin, 1826)
- Mogrus canescens (C. L. Koch, 1846)
- Mogrus cognatus Wesolowska & van Harten, 1994
- Mogrus dalmasi Berland & Millot, 1941
- Mogrus fabrei Simon, 1885
- Mogrus faizabadicus Andreeva, Kononenko & Prószyński, 1981
- Mogrus flavescentemaculatus (Lucas, 1846)
- Mogrus frontosus (Simon, 1871)
- Mogrus fulvovittatus Simon, 1882
- Mogrus ignarus Wesolowska, 2000
- Mogrus incertus Denis, 1955
- Mogrus larisae Logunov, 1995
- Mogrus leucochelis Pavesi, 1897
- Mogrus linzhiensis Hu, 2001
- Mogrus logunovi Prószyński, 2000
- Mogrus macrocephalus Lawrence, 1927
- Mogrus mathisi (Berland & Millot, 1941)
- Mogrus mirabilis Wesolowska & van Harten, 1994
- Mogrus neglectus (Simon, 1868)
- Mogrus portentosus Wesolowska & van Harten, 1994
- Mogrus praecinctus Simon, 1890
- Mogrus sahariensis Berland & Millot, 1941
- Mogrus semicanus Simon, 1910
- Mogrus sinaicus Prószyński, 2000
- Mogrus valerii Kononenko, 1981